# 云南香青
云南香青（学名：Anaphalis yunnanensis）是菊科香青属的植物，是中国的特有植物。分布于中国大陆的四川、云南等地，生长于海拔2,800米至4,000米的地区，一般生于亚高山和高山草地，目前尚未由人工引种栽培。
其种加词 yunnanensis 意为“云南的”。